# Vall-llobera (cognom)
El cognom Vall-llobera (i les seves variants Vall-llovera, Batllovera) es troba sobretot a les comarques de Girona (excepte el Ripollès i la Garrotxa), a Osona (al sud) i a les del Maresme. És per tant un cognom d'origen oriental i septentrional, que no s'ha estès cap a occident ni cap a migjorn.
Es troba alguna traça escadussera del cognom Vall-llobera a Mallorca, potser descendents d'un Ramon Vall-llobera que està documentat en una font del 1230. Les poblacions que compten o han comptat amb més cognoms Vall-lloberes són: Tona, Centelles, Aiguafreda, Cassà de la Selva, Llambilles, Parlavà, Sant Sadurní d'Anoia, Bigues i Riells, Sant Celoni, Palamós, Mataró i Arenys de Munt, entre d'altres.

## Els Vall-llobera a Amèrica
Narcís Vall-llobera i Feliu, nascut a Cassà de la Selva en 1861, va emigrar a Puerto Rico en 1874. Es maridà amb Emerita Garay i Colón i tingué 12 fills. A Internet, es poden encara trobar alguns Vall-lloberes que viuen o han viscut a Puerto Rico.
Narcís Vall-llobera i Feliu va formar part del "Batalló de Voluntaris número 2". La missió dels voluntaris era l'entrenament per a la guerra i estar a punt per ajudar l'exèrcit espanyol en cas de conflicte bèl·lic. A més de ser soldats no professionals, cada voluntari era també membre d'un partit polític, el Partido Incondicionalmente Español. Originalment, per ésser-ne membre s'havia d'haver nascut a Espanya, però més tard s'hi va incloure els porto-riquenys natius, els criolls.
Els voluntaris eren majoritàriament part de l'elit mercantil i terratinent de l'illa (per exemple, Manuel Egozcue i Cintrón, Rafael Janer i Soler, Francisco J. Marxuach, Pompeyo Oliu i Marxuach, Dimas de Ramery i Zuzuarregui, i Narcís Vall-llobera i Feliu). Aquests voluntaris van percebre com a injustícia i indignitat el fet d'haver de lluitar al costat d'homes reclutats dels estaments més baixos de la societat colonial espanyola. Per això i pel fet de veure que els americans guanyarien, no van intervenir quan les tropes dels EUA van entrar a l'illa. Narcís Vall-llobera era segon tinent de la primera companyia, a Bayamón.
Un Vall-llobera porto-riqueny va emigrar als EUA, José Manuel Vall-llobera, nat el 22 d'agost de 1915 i mort a Staten Island (Nova York) el desembre de 1979.